# کایلی هامفریز
کایلی هامفریز (انگلیسی: Kaillie Humphries؛ زادهٔ ۴ سپتامبر ۱۹۸۵) ورزشکار بابسلد اهل کانادا است.
وی در مسابقات کشوری و بین‌المللی در مجموع برنده هفت مدال طلا، سه مدال نقره، پنج مدال برنز شده‌ است.